# 康德義務主義
康德義務主義或康德主義（Kantianism）是由18世紀德國哲學家伊曼努爾·康德所提出有關人類道德義務的一套道德理論。康德義務主義時常用於當今的精神哲學、知識論以及倫理學。

## 倫理學
康德倫理（Kantian Ethics）是屬於義務倫理學，注重於責任，而非感情或結果。所有的行為應該遵照某種基礎的原則，由此決定每個行為的道德標準。康德倫理創建於康德對於合理性的看法：極限程度的善行以及人類所擁有的理性。
由此看法，康德建立了絕對命令來決定一個原則的善惡。透過思想實驗來標準化一個原則：透過想像所有的人類都完全地遵守並執行該原則的後果，藉此來判斷該原則是否可接受。 
例如：「殺死所有干擾你的人」並將這個原則標準化，你將會殺死許多人，且許多人將會殺死更多的人，世界中所有人將會把所有人殺的一個都不剩。因此這個原則是無法執行且不合道德理論的。
原則標準化（Universalizing a maxim）將會表示有效的原則，或者以下的矛盾：
- 矛盾觀念：當一個原則被標準化後，如果世事無法正常執行，因此世界將被終止。反之如果一個原則不被遵守而導致世界無法正常執行，我們有絕對責任（perfect duty）。「不自殺」當所有人都不遵守，所有人都會死，因此我們有絕對責任來執行這個原則。

- 矛盾意願：當某人的原則標準化後，該原則並非其原本的意願。矛盾意願將帶來非絕對責任（imperfect duty）。「幫別人修車」並非所有人可以遵守這個原則，僅有汽車技師可以，因此這是非絕對責任，人類並非總是要遵守。

康德主義注重於原則，用做事的理由批判一個人的行為的善惡。康德表示許多的常識符合他的理論。但他不認為沒有理由的善行是真正的道德：「沒有理由的」救起溺水的人並非好的道德的行為。
同時康德認為一個行為的結果不影響道德的標準，他的理由是：物質世界並不在人類的掌控之中，因此我們無法對已發生的事情負責。

## 絕對命令公式
1. 把原則當作世界的規律來遵守。[1]
2. 行動時對待人的方式是，不論是自己或他人，絕對不把人只當成手段，而永遠要把人當成是目的。[2]
3. 因此，所有理性的人必須把自己當作一位世界目標的立法者來遵守原則。[3]